# العدسة الواسعة
العدسة الواسعة عدسة ثابتة البعد البؤري، يكون بعدها البؤري أقل من 50 مم – أي أقل من بُعد القياسية – لذلك تظهر صورها مشوهة الأطراف. تستخدم هذه العدسة في التصوير ضمن المساحات الضيقة وفي تصوير المناظر الطبيعية لأنها عدسة واسعة، فتأخذ زاوية أكبر من عين الإنسان المجردة، تصل أحيانًا إلى الضعف.

## أبعادها
تتوفر أبعاد عديدة منها:
- 11 مم
- 18 مم
- 20 مم
- 24 مم
- 28 مم
- 35 مم

وغيرها ..
وتدخل ضمنها عدسة عين السمكة – fisheye- التي تعطي صورة دائرية تُغطي 180 درجة عادة.